# Campeonato Europeo de Tiro con Arco en Sala de 1989
El IV Campeonato Europeo de Tiro con Arco en Sala se celebró en Atenas (Grecia) entre el 1 y el 3 de diciembre de 1989 bajo la organización de la Unión Europea de Tiro con Arco (WAE) y la Federación Helénica de Tiro con Arco.

## Resultados

### Masculino
| Evento                  | Oro                                                       | Plata                                           | Bronce                                                              |
| ----------------------- | --------------------------------------------------------- | ----------------------------------------------- | ------------------------------------------------------------------- |
| Arco recurvo individual | Erwin Verstegen · Países Bajos                            | Yaroslav Gusak URSS                             | Robin Van de Meulebroecke · Bélgica                                 |
| Arco recurvo por equipo | Yaroslav Gusak Vladimir Yesheyev Stanislav Zabrodsky URSS | Manfred Barth Andreas Lippoldt Udo Böttcher RFA | Robin Van de Meulebroecke · Claude Royer · Paul Vermeiren · Bélgica |

### Femenino
| Evento                  | Oro                                                     | Plata                                                                                   | Bronce                                      |
| ----------------------- | ------------------------------------------------------- | --------------------------------------------------------------------------------------- | ------------------------------------------- |
| Arco recurvo individual | Natalia Valeeva URSS                                    | Jacqueline van Rozendaal-van Gerven · Países Bajos                                      | Marina Moloce · Rumania                     |
| Arco recurvo por equipo | Natalia Valeeva Natalia Nasaridze Vera Kolesnikova URSS | Jacqueline van Rozendaal-van Gerven · Christel Verstegen · Sjan van Dijk · Países Bajos | Heike Eichinger Claudia Kriz Doris Haas RFA |

## Medallero
| Núm. | País         | Oro | Plata | Bronce | Total |
| ---- | ------------ | --- | ----- | ------ | ----- |
| 1    | URSS         | 3   | 1     | 0      | 4     |
| 2    | Países Bajos | 1   | 2     | 0      | 3     |
| 3    | RFA          | 0   | 1     | 1      | 2     |
| 4    | Bélgica      | 0   | 0     | 2      | 2     |
| 5    | Rumania      | 0   | 0     | 1      | 1     |
|      | TOTAL        | 4   | 4     | 4      | 12    |